# 金斯伯里 (印第安納州)
金斯伯里（英語：Kingsbury）是一個位於美國印地安納州拉波特縣的城鎮。

## 人口
根據2010年美國人口普查的數據，金斯伯里的面積為1.53平方千米，當中陸地面積為1.53平方千米，而水域面積為0.00平方千米。當地共有人口242人，而人口密度為每平方千米158人。